# Zbigniew Luty
Zbigniew Franciszek Luty (ur. 24 października 1952 w Wałbrzychu) – polski ekonomista, dr hab. nauk ekonomicznych, profesor zwyczajny i dyrektor Instytutu Rachunkowości Wydziału Zarządzania, Informatyki i Finansów Uniwersytetu Ekonomicznego we Wrocławiu.

## Życiorys
W 1976 ukończył studia w Akademii Ekonomicznej we Wrocławiu. W 1983 obronił pracę doktorską, w 1990 habilitował się na podstawie dorobku naukowego i pracy zatytułowanej Planistyczny rachunek kosztów. 29 grudnia 1998 nadano mu tytuł profesora w zakresie nauk ekonomicznych. Pracował w Wyższej Szkole Zarządzania i Bankowości w Poznaniu Filii we Wrocławiu, oraz w Instytucie Rachunkowości na Wydziale Zarządzania, Informatyki i Finansów Akademii Ekonomicznej im. Oskara Langego we Wrocławiu.
Piastuje stanowisko profesora zwyczajnego i dyrektora Instytutu Rachunkowości Wydziału Zarządzania, Informatyki i Finansów Uniwersytetu Ekonomicznego we Wrocławiu.